# Allsvenskan de 1948–49
A Primeira Divisão do Campeonato Sueco de Futebol da temporada 1948-49, denominada oficialmente de Allsvenskan 1948-49, foi a 25º edição da principal divisão do futebol sueco. O campeão foi o Malmö FF que conquistou seu 2º título na história da competição.

## Premiação
| Allsvenskan 1948-49          |
| Sweden                       |
| ---------------------------- |
| MALMÖ FF Campeão (2º título) |